# Muricoidea
Super-famille
Synonymes
- Muricacea[1]
- Volutoidea[1]

Les Muricoidea constituent une vaste super-famille de gastéropodes marins carnivores de l'ordre des Neogastropoda.

## Liste des familles
Selon World Register of Marine Species (21 mars 2016) :
- famille Babyloniidae Kuroda, Habe & Oyama, 1971 -- 2 genres actuels
- famille Costellariidae MacDonald, 1860 -- 11 genres
- famille Cystiscidae Stimpson, 1865 -- 15 genres
- famille Harpidae Bronn, 1849 -- 4 genres
- famille Marginellidae Fleming, 1828 -- 30 genres
- famille Mitridae Swainson, 1829 -- 19 genres
- famille Muricidae Rafinesque, 1815 -- 159 genres
- famille Pholidotomidae Cossmann, 1896 †
- famille Pleioptygmatidae Quinn, 1989 -- 1 genre
- famille Strepsiduridae Cossmann, 1901 -- 1 genre
- famille Turbinellidae Swainson, 1835 -- 14 genres
- famille Volutidae Rafinesque, 1815 -- 49 genres
- famille Volutomitridae Gray, 1854 -- 7 genres

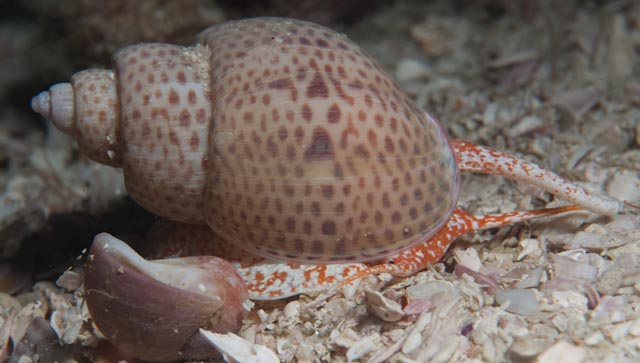
Zemiropsis papillaris, un Babyloniidae
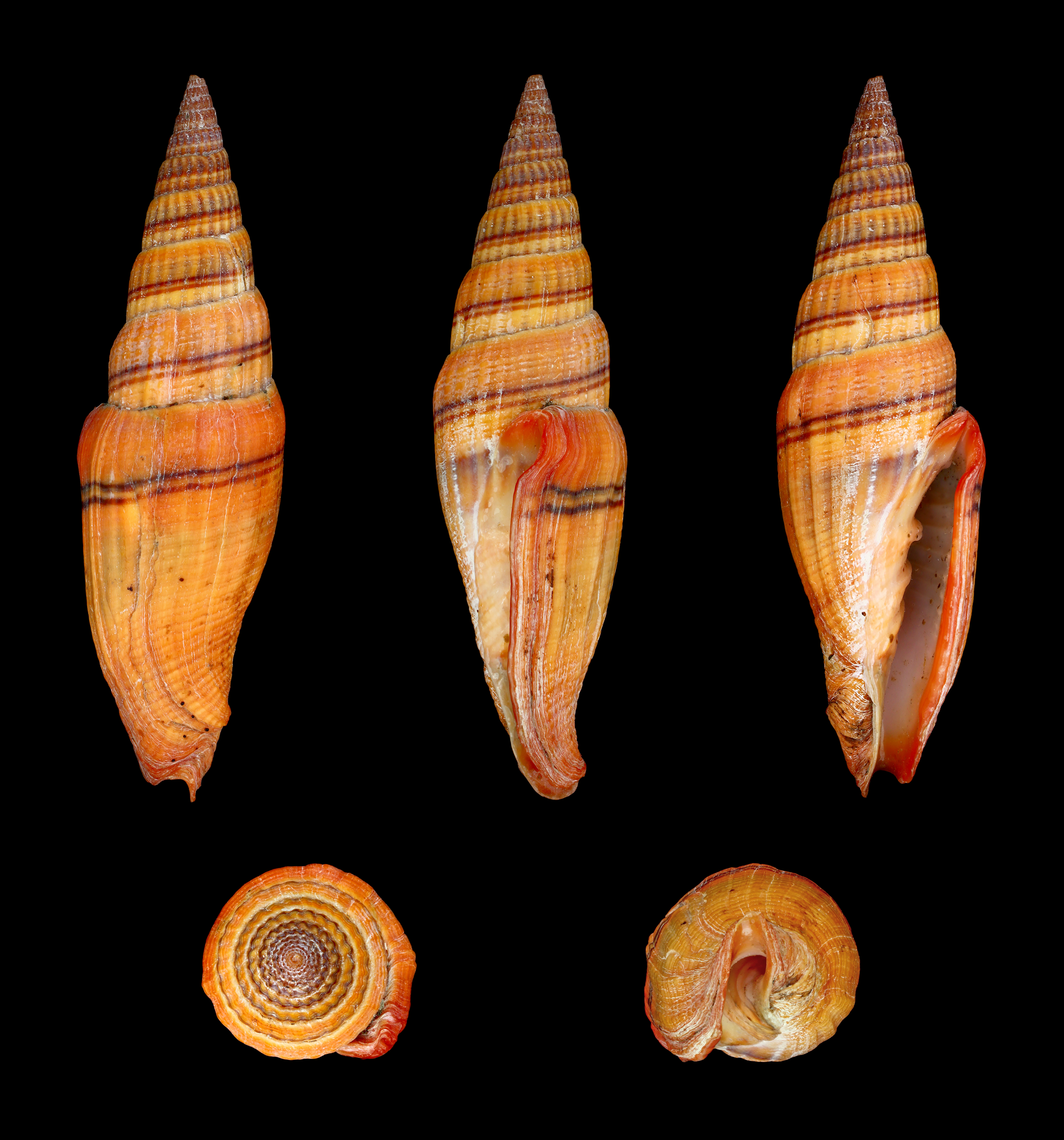
Vexillum ornatum, un Costellariidae
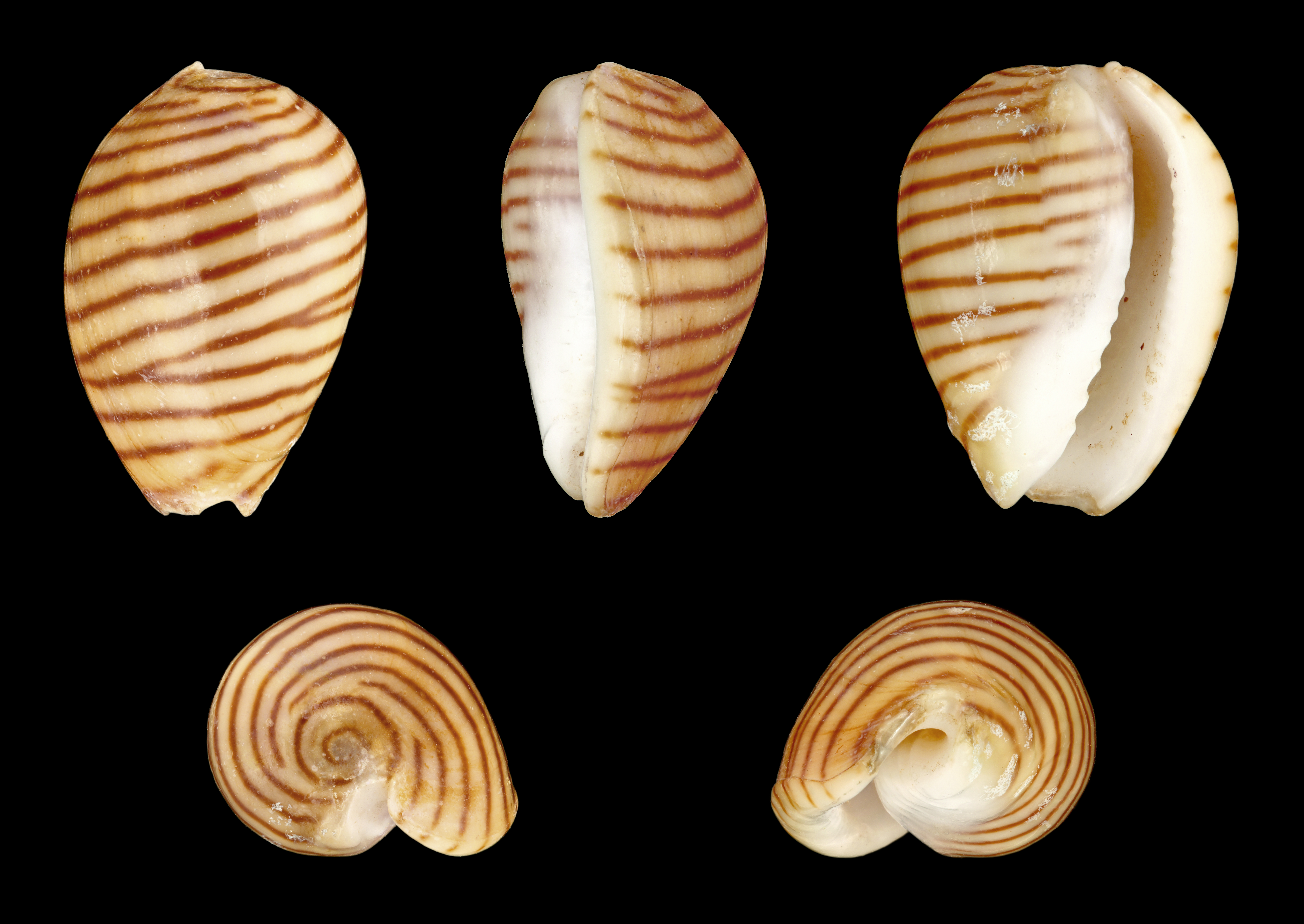
Persicula cingulata, un Cystiscidae
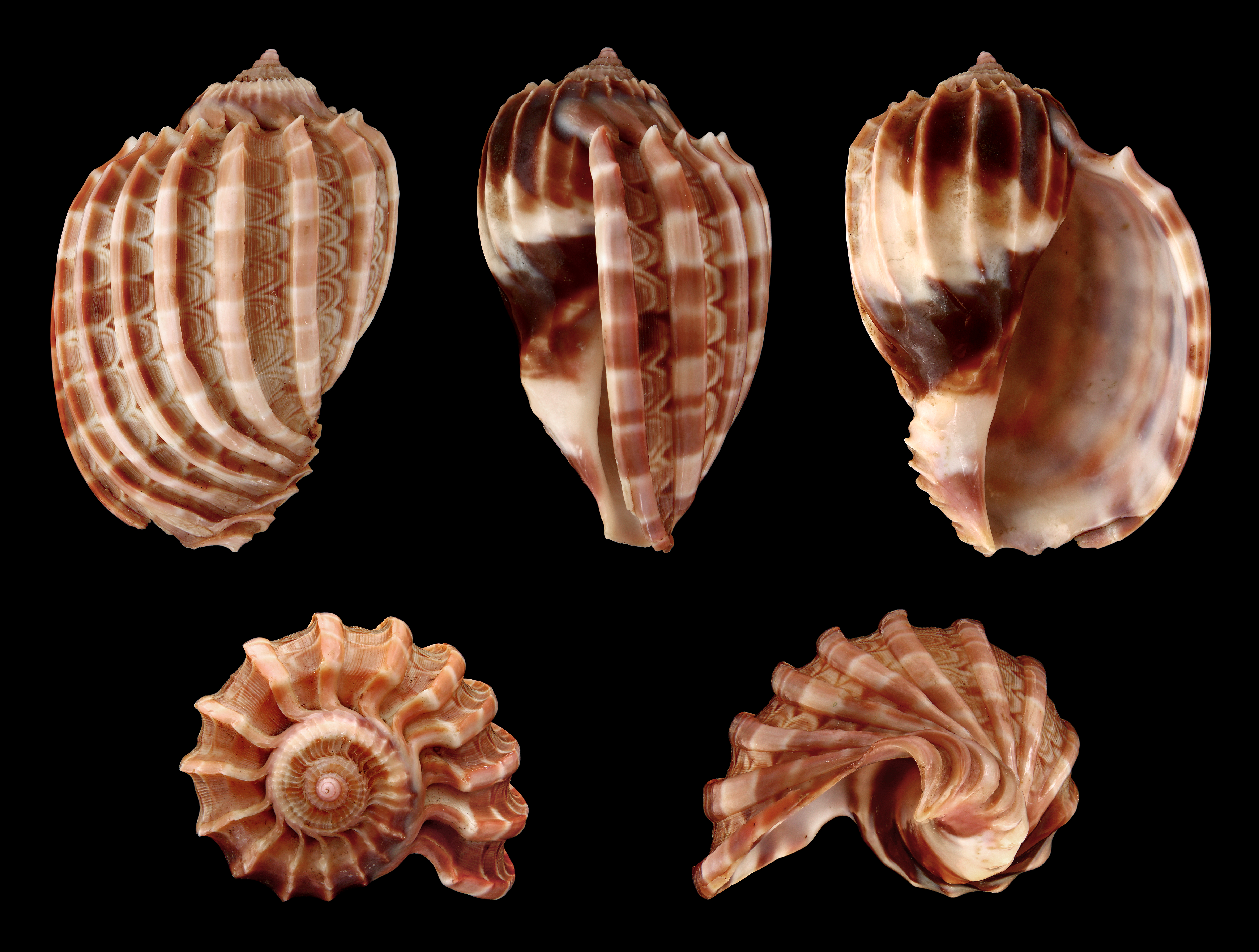
Harpa davidis, un Harpidae
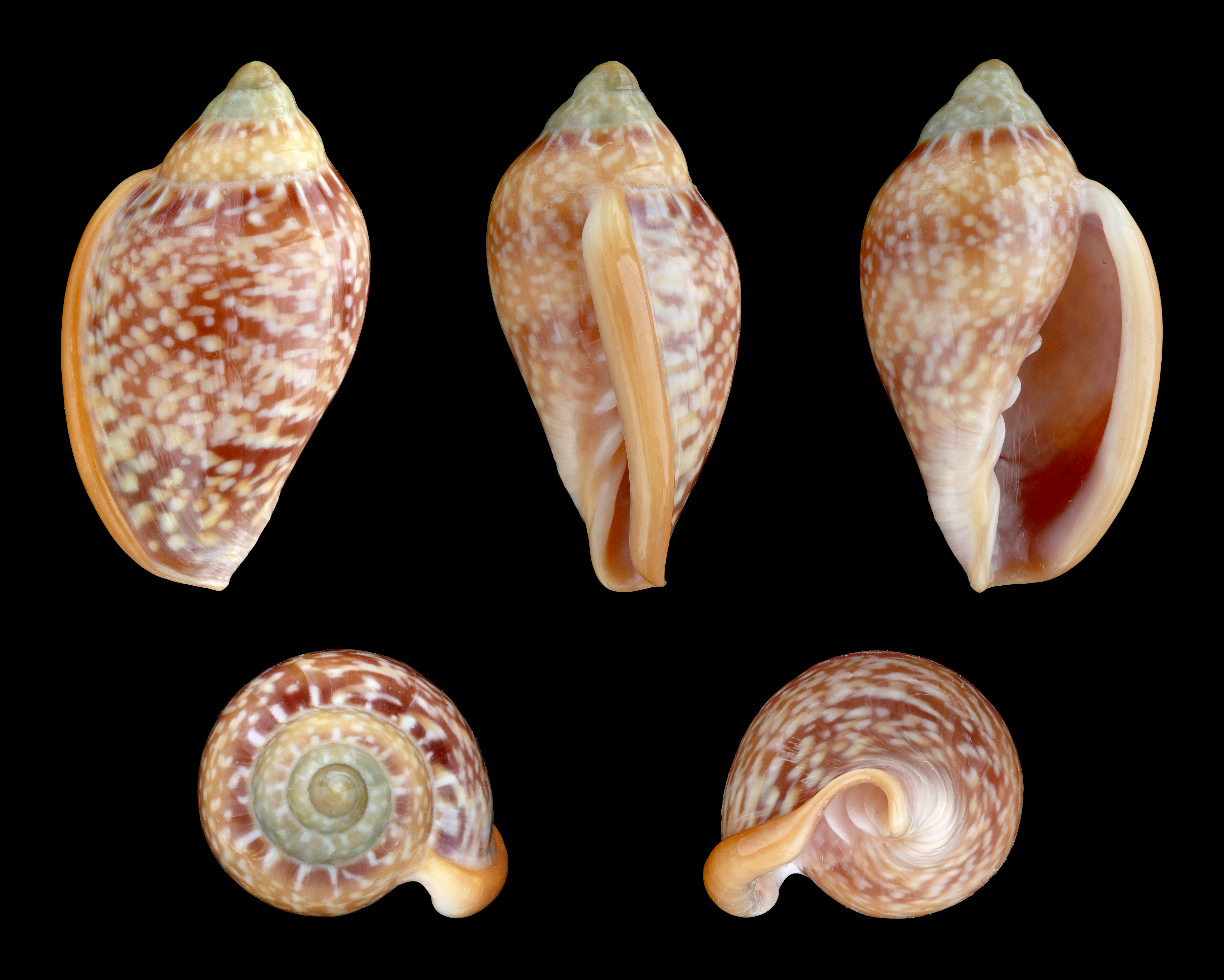
Marginella glabella, un Marginellidae
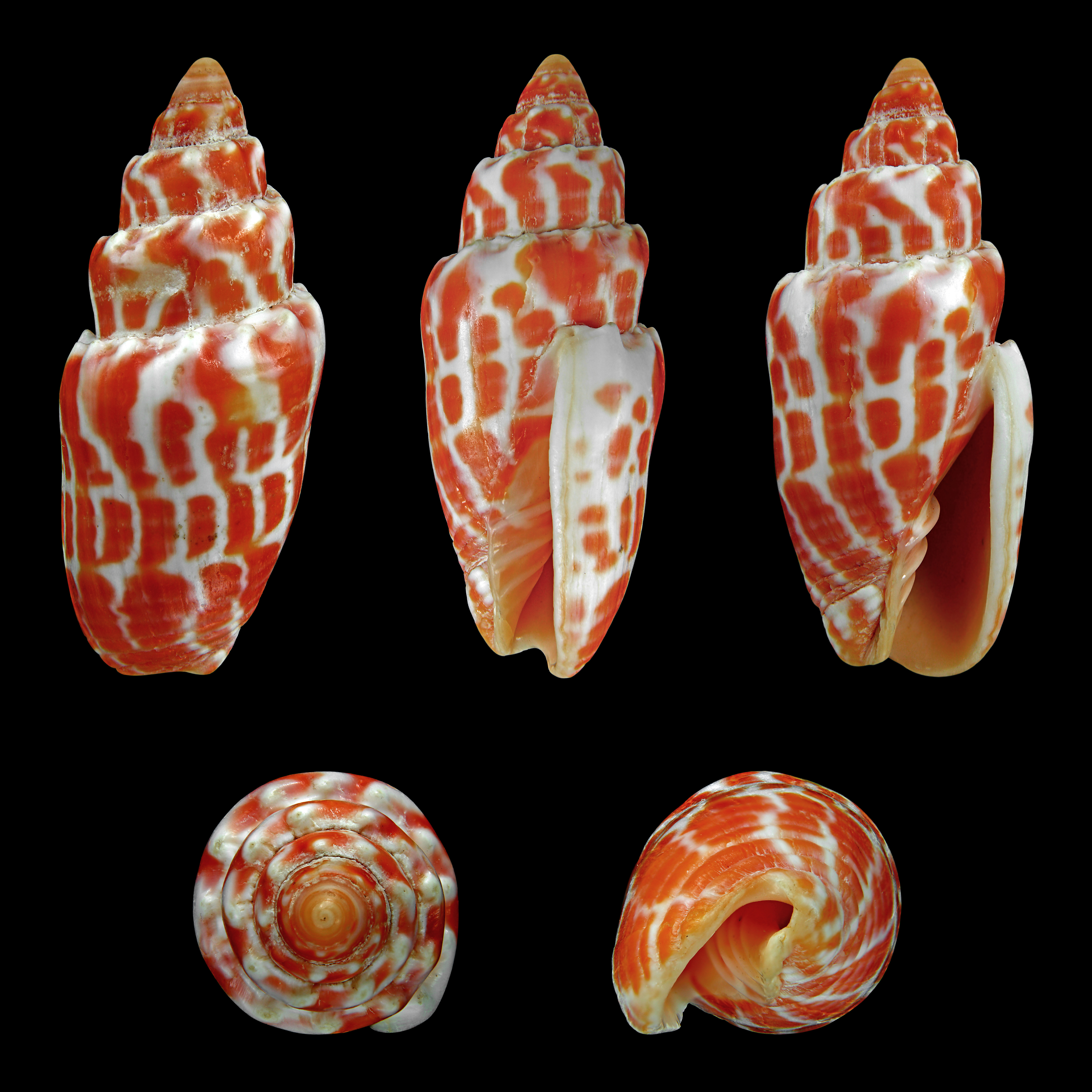
Mitra stictica, un Mitridae
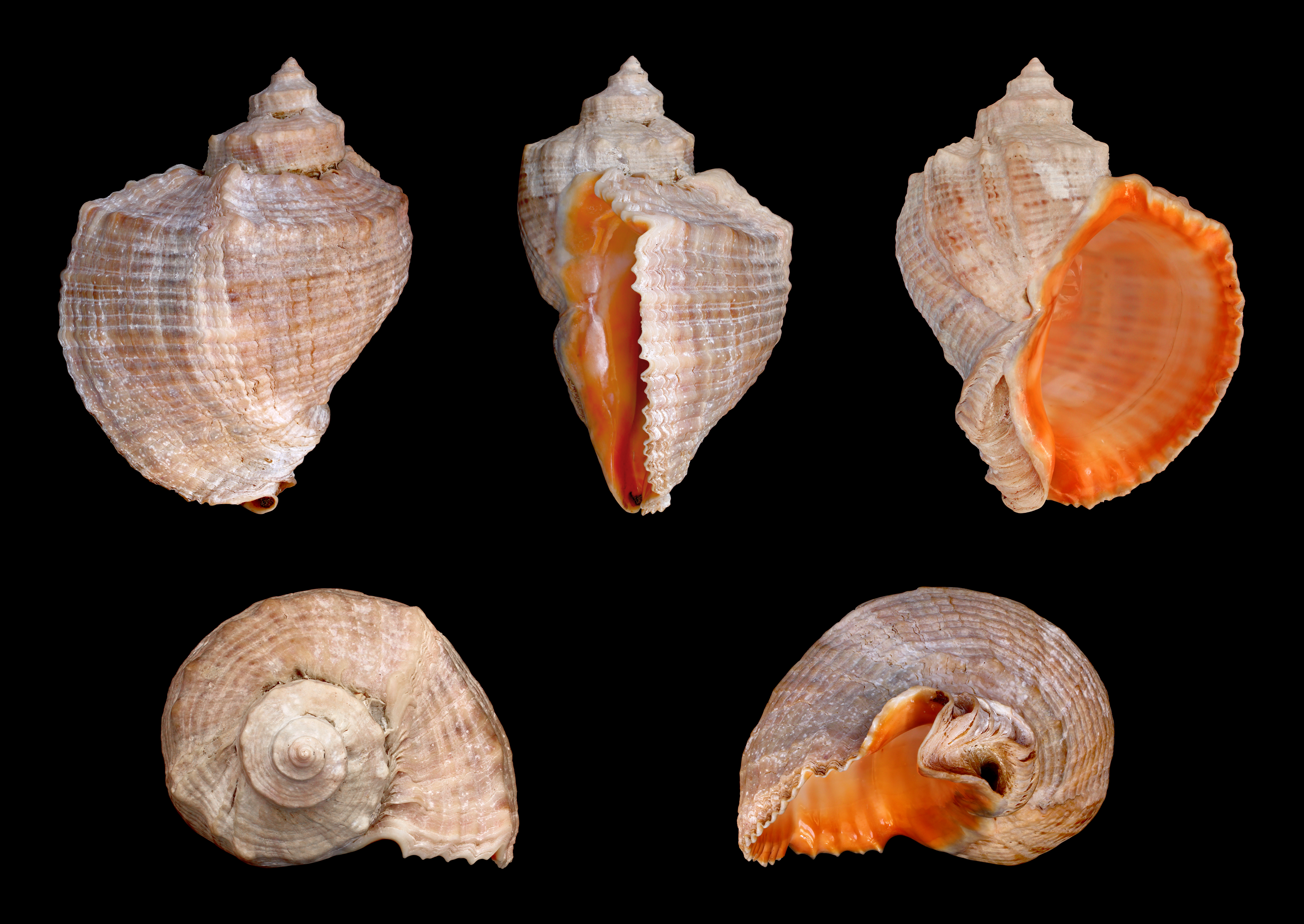
Rapana venosa, un Muricidae
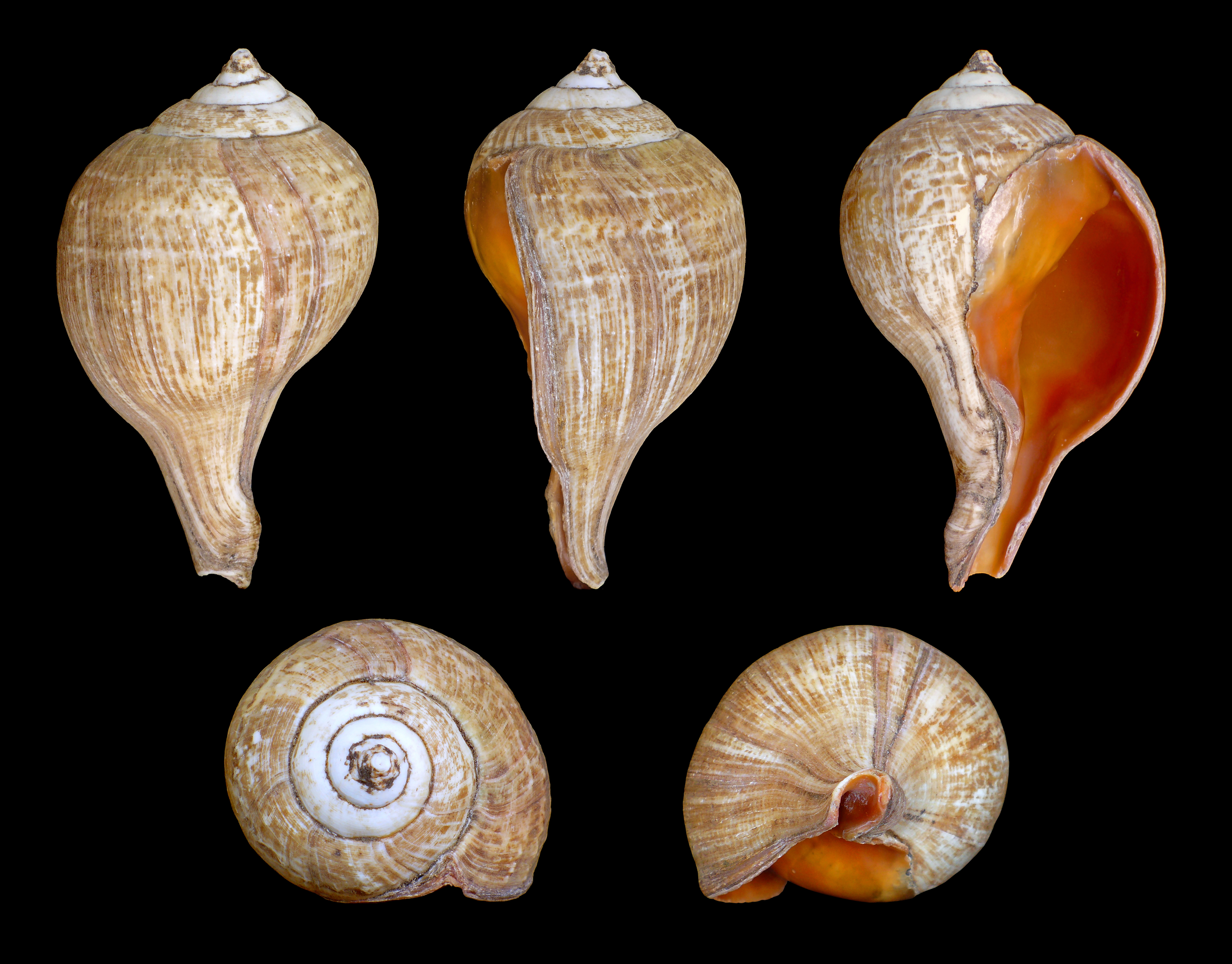
Turbinella pyrum, un Turbinellidae
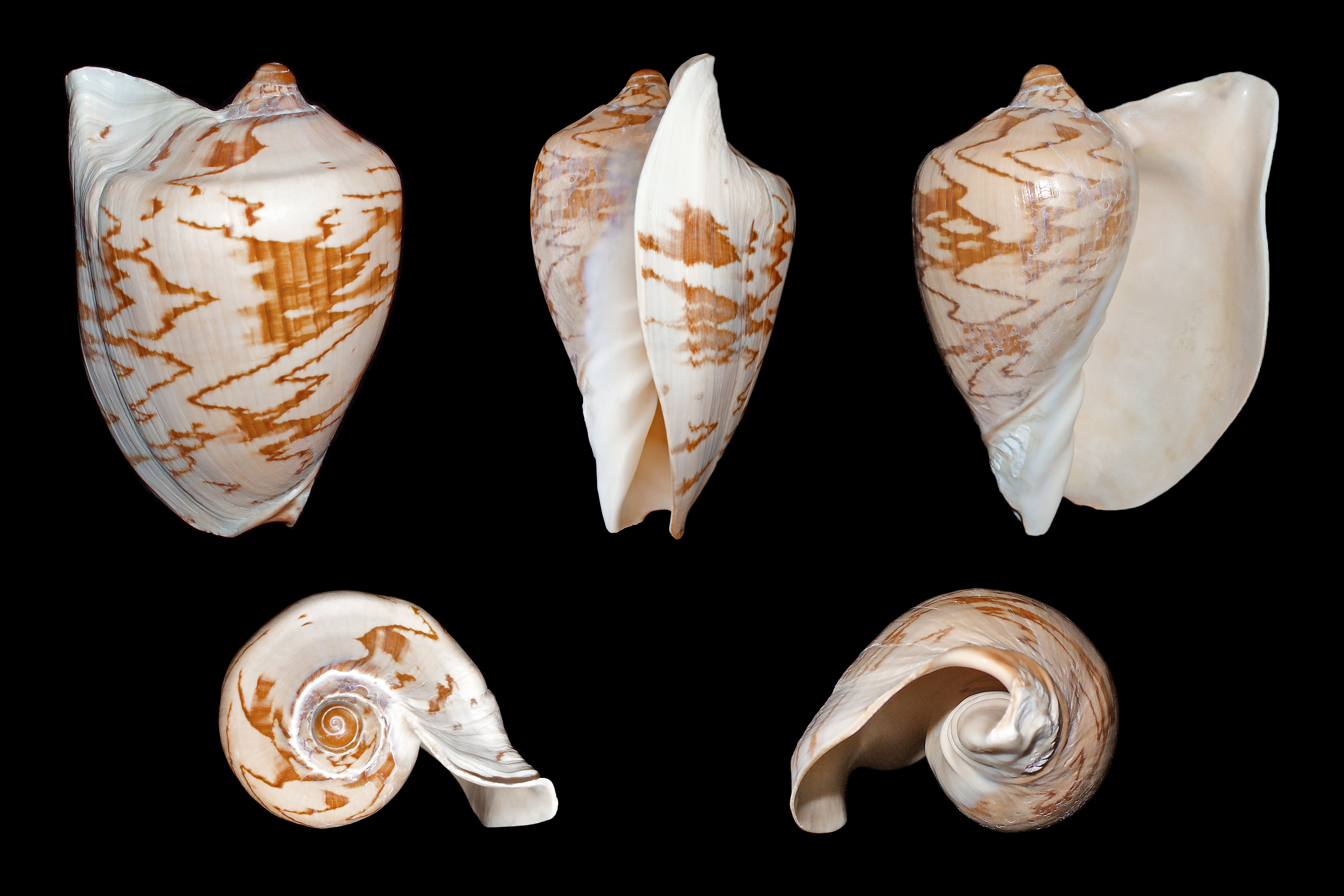
Cymbiola nobilis, un Volutidae